# Airbus CC-150 Polaris
Airbus CC-150 Polaris (Canadian Cargo Aircraft 150, Kanadský dopravní letoun 150) je hlavním transportním letadlem s dlouhým doletem Kanadských ozbrojených sil. CC-150 je upravený Airbus A310-300.
CC-150 je kanadským letectvem používán v rolích :
- Osobní dopravní letoun
- Nákladní letoun
- Zdravotnický letoun
- Létající tanker

Kanadské letectvo vlastní pět strojů CC-150. Z nich dva jsou upraveny na transportně-tankovací verzi A310 MRTT (označení výrobce), která umožňuje doplňování paliva ve vzduchu. Hlavním důvodem pro tuto konverzi byla podpora pro flotilu kanadských CF-18 Hornet.

## Varianty
CC-150
1VIP transport
2 Strategické transportní letouny
CC-150T
2 tankery

## Uživatelé
Kanada
- Royal Canadian Air Force (Rok pořízení: 1992 – 1993)
- Umístění: CFB Trenton, Trenton, Ontario

## Specifikace

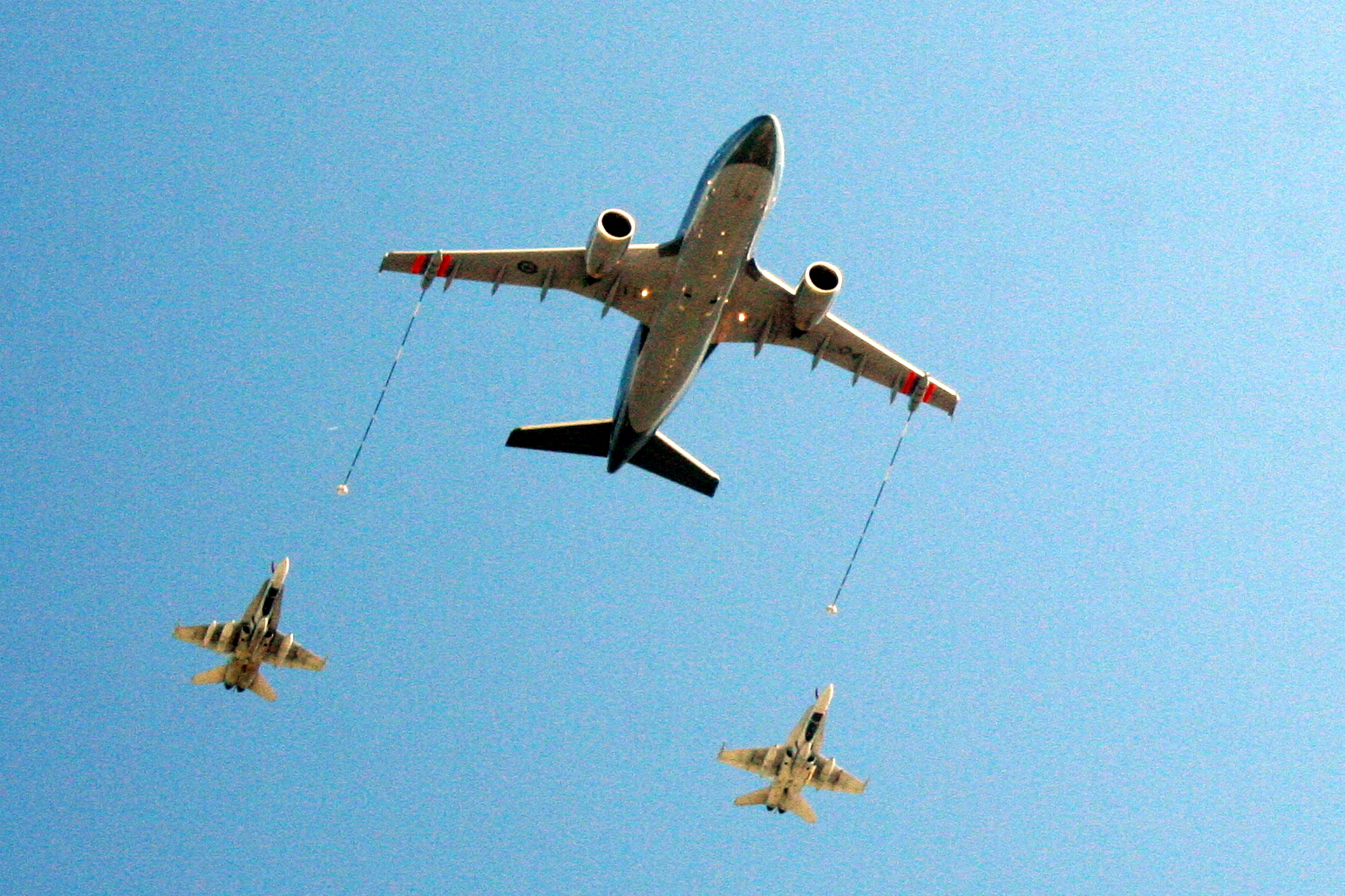
CC-150 Polaris a dva CF-18 Hornety.

### Technické údaje
- Osádka: 2
- Kapacita: 194 cestujících
- Rozpětí: 43,9 m
- Délka: 46,66 m
- Výška: 15,8 m
- Hmotnost: 157 000 kg (plně naložený i s palivem)
- Pohon: 2 × dvouproudový motor GE CF6-80C2A2

### Výkony
- Maximální rychlost: 0,84 M
- Dostup: 12 500 m
- Dolet: 11 500 km
- Náklad: až 32 000 kg